# Harvey (Észak-Dakota)
Harvey város az USA Észak-Dakota államában, Wells megyében. Lakosainak száma 1650 fő (2020. április 1.).

## Népesség
A település népességének változása:

| 2010 | 1 783 |
| 2020 | 1 650 |